# Gemeenschappelijk Waddenzee Secretariaat
Het Common Wadden Sea Secretariat (CWSS) is de organisatie die de coördinatie van het beleid voor de internationale Waddenzee ondersteunt dat onder de gezamenlijke verantwoordelijkheid valt van Nederland, Duitsland en Denemarken.
Het CWSS is in 1987 in Wilhelmshaven opgericht en is daar ook gevestigd. Een van de belangrijkste taken van het secretariaat is de ondersteuning van de regeringsconferenties betreffende de 'Trilateral Cooperation on the Protection of the Waddensea' (Trilaterale samenwerking voor de bescherming van de Waddenzee), waarin Nederland, Duitsland en Denemarken samenwerken.
Het secretariaat heeft een kleine staf, maar is betrokken bij vele initiatieven betreffende beheer, beleid, wetenschappelijk onderzoek, educatie, monitoring en participatie voor de Waddenzee. De status en taken van het CWSS zijn vastgelegd in een overeenkomst tussen de verantwoordelijke ministeries van de drie deelnemende landen. Elk van deze landen betaalt een derde van het budget. De voertaal van het CWSS is Engels.

## Taken
Het secretariaat is belast met de volgende taken:
1. coördinatie en ondersteuning van de Trilaterale samenwerking
2. voorbereiding en productie van de documenten voor de ministerconferenties en bijeenkomsten van de Wadden Sea Board (WSB), het 'bestuur' voor de trilaterale samenwerking, en trilaterale werkgroepen
3. het verzamelen van informatie over de kwaliteit van de Waddenzee en het verzorgen van monitoringprogramma's
4. het verzorgen van contacten in het kader van de aanwijzing van de Waddenzee als UNESCO Werelderfgoed
5. het maken van rapportages over de samenwerking en de resultaten daarvan
6. het betrekken van het publiek bij de bescherming van de Waddenzee door communicatie en educatie

Het secretariaat verschaft informatie door middel van nieuwsbrieven, een website en rapporten.